# 奥野正寛
奥野 正寛（おくの まさひろ、1947年1月6日 - ）は、日本の経済学者。武蔵野大学経済学部客員教授。東京大学名誉教授。

## 略歴
1947年、東京に生まれる。父は法務大臣などを歴任した奥野誠亮。兄は衆議院議員の奥野信亮。1969年に東京大学経済学部を卒業後、米国スタンフォード大学に留学し、1974年に同大学よりPh.D.を取得した。
その後、ペンシルベニア大学経済学部客員講師（1973年8月-1974年7月）、イリノイ大学アーバナ・シャンペーン校経済学部助教授（1974年8月-1977年8月）、横浜国立大学経済学部助教授（1977年9月-1984年3月）、東京大学経済学部助教授（1984年4月-1989年3月）、同教授（1989年4月-2010年3月）、同名誉教授（2010年6月-）、流通経済大学経済学部教授（2010年4月-2013年3月）、2013年4月より武蔵野大学教授。2017年4月より同客員教授。
以上の他に、東京経済研究センター代表理事 (1992年-1994年)、内閣税制調査会委員 (2000年-2006年)、日本経済学会会長 (2001年-2002年)、日本応用経済学会会長 (2010年-2012年)、公益財団法人アジア福祉教育財団理事長 (2015年-)を歴任。
1988年には著書『産業政策の経済分析』(共著)で日経・経済図書文化賞を、1990年には『交通政策の経済学』(共著)で交通図書賞を受賞している。

## 著作

### 単著
- 『ミクロ経済学入門』（日本経済新聞出版社・日経文庫, 1982年／第2版, 1990年）

### 共著
- （鈴村興太郎）『ミクロ経済学（1・2）』（岩波書店, 1985年-1988年）
- （岡崎哲二・植田和男・石井晋・堀宣昭）『戦後日本の資金配分――産業政策と民間銀行』（東京大学出版会, 2002年）

### 編著
- 『現代経済学のフロンティア』（日本経済新聞社, 1990年）
- 『ミクロ経済学』（東京大学出版会、2008年）

### 共編著
- （篠原総一・金本良嗣）『交通政策の経済学』（日本経済新聞社, 1989年）
- （伊藤元重）『シリーズ現代経済研究（2）通商問題の政治経済学』（日本経済新聞社, 1991年）
- （鈴村興太郎・南部鶴彦）『シリーズ現代経済研究（5）日本の電気通信――競争と規制の経済学』（日本経済新聞社, 1993年）
- （岡崎哲二）『シリーズ現代経済研究（6）現代日本経済システムの源流』（日本経済新聞社, 1993年）
- The Role of Government in East Asian Economic Development: Comparative Institutional Analysis, co-edited with Masahiko Aoki and Hyung-Ki Kim, (Clarendon Press, 1996).（『東アジアの経済発展と政府の役割――比較制度分析アプローチ』日本経済新聞社, 1997年）
- （青木昌彦）『経済システムの比較制度分析』（東京大学出版会, 1996年）
- （本間正義）『シリーズ現代経済研究（11）農業問題の経済分析』（日本経済新聞社, 1998年）
- （小宮隆太郎）『日本経済21世紀への課題』（東洋経済新報社, 1998年）
- （青木昌彦・岡崎哲二）『市場の役割 国家の役割』（東洋経済新報社, 1999年）
- The Japanese Economic System and its Historical Origins, co-edited with Tetsuji Okazaki, (Oxford University Press, 1999).
- （池田信夫）『情報化と経済システムの転換』（東洋経済新報社, 2001年）
- （村松岐夫）『平成バブルの研究（上）形成編――バブルの発生とその背景構造』（東洋経済新報社, 2002年）
- （村松岐夫）『平成バブルの研究（下）崩壊編――崩壊後の不況と不良債権処理』（東洋経済新報社, 2002年）
- （竹村彰通・新宅純二郎）『電子社会と市場経済――情報化と経済システムの変容』（サイエンス社, 2002年）
- （猪野弘明・加藤晋・川森智彦・矢野智彦・山口和男）『ミクロ経済学演習』（東京大学出版会、2008年）

### 訳書
- フィリス・ディーン『経済思想の発展』（岩波書店［岩波現代選書］, 1982年）
- ポール・ミルグロム, ジョン・ロバーツ『組織の経済学』（NTT出版, 1997年）
- ポール・ミルグロム『オークション理論とデザイン』,川又邦雄,計盛 英一郎,馬場 弓子(共訳) （東洋経済新報社、2007年）